# Ernest Greenwood
Ernest Greenwood, född 25 november 1884 i Yorkshire, död 15 juni 1955 i Bay Shore, New York, var en amerikansk demokratisk politiker. Han var ledamot av USA:s representanthus 1951–1953.
Greenwood var uppväxt i England och emigrerade 1910 till USA. Han studerade vid City College of New York och Columbia University. Därefter arbetade han som lärare.
Greenwood besegrade republikanen W. Kingsland Macy i kongressvalet 1950. I 1952 och 1954 års kongressval besegrades han av Stuyvesant Wainwright. Greenwood avled 1955 och gravsattes på Oakwood Cemetery i Bay Shore.